# California United Strikers Football Club
Il California United Strikers Football Club, anche noto come Cal Utd Strikers, è un club calcistico professionistico statunitense con base nella Contea di Orange, in California, e che disputa le proprie partite casalinghe nella città di Irvine.
Partecipa alla NISA, terza divisione del calcio statunitense.

## Storia
Fondato nel 2017, il club aveva inizialmente intenzione di unirsi alla North American Soccer League (NASL) dalla stagione successiva, ma ad inizio 2018 rinunciò a causa dell'instabilità della lega. Il 15 novembre 2018, la squadra fu annunciata come partecipante della NPSL Founders Cup nonché come membro fondatore di una nuova lega professionistica posta sotto l'egida della National Premier Soccer League (NPSL), che sarebbe dovuta partire nel 2020.
Il 2 marzo 2019, gli Strikers resero noto la loro intenzione di ritirarsi dal precedente accordo con la NPSL. Tre mesi più tardi, il 10 giugno, il club fu accettato dalla National Independent Soccer Association (NISA), lega di terza divisione, come membro della stagione inaugurale, la Fall Season del 2019.
Il club esordì infine tra i professionisti il 31 agosto 2019 pareggiando 3-3 sul campo degli Oakland Roots e, al termine del semestre, si laureò campione della Western Conference della NISA per la Fall Season del 2019, prima che il resto della stagione 2019-2020 della lega venne definitivamente cancellato a causa della pandemia di coronavirus.

## Palmarès

### Altri trofei
- NISA:

Campione West Coast: Fall Season 2019-2020
- NISA Independent Cup:

Campione Southwest Region: 2021